# William Alexander Smith
Sir William Alexander Smith (Thurso, 27 ottobre 1854 – Londra, 10 maggio 1914) è stato un militare scozzese.
È noto per essere il fondatore dell'organizzazione giovanile cristiana d'ispirazione militare Boys' Brigade (BB).

## Biografia
William Alexander Smith fu il figlio maggiore di David Smith e di sua moglie Harriet. Primogenito di tre fratelli e una sorella.
Non appena ragazzo Smith fu educato alla Miller Institution, conosciuta anche come “Thurso Academy”.
Dopo la morte del padre, avvenuta nel 1868, lui e la sua famiglia si trasferirono a Glasgow. Ai primi di gennaio dell'anno seguente, il 1869, Smith divenne allievo in una scuola privata, la Western Educational Institution, più conosciuta come "Burns’ and Sutherland’s School" dove sarebbe rimasto fino alla fine di maggio dello stesso anno. In questo primo e unico periodo passato lì il ragazzo ricevette sette premi. Nonostante i suoi studi presso la scuola privata fossero finiti, Smith non cessò del tutta la sua formazione. Alcuni scritti rinvenuti in un suo un diario hanno indicato che dopo questo periodo Smith continuò a prendere lezioni fino all'entrata in affari con suo zio.
Nel mese di ottobre del 1869, un paio di giorni prima del suo quindicesimo compleanno, Smith entrò affari di suo zio nella Fraser & Co.
Successivamente entrò nella British Army col grado di Lancia Spezzata nel 1st Lanarkshire Rifle Volunteers. Nello stesso periodo aderì inoltre alla Chiesa di Scozia.
Nel 1877 Smith venne promosso al grado Tenente e fece anche l'insegnante (la domenica). È stata la combinazione di queste due attività che lo ha portato a fondare le Boys' Brigade il 4 ottobre 1883 nella capitale scozzese.
Nel 1909 fu nominato Sir da re Edoardo VII del Regno Unito per l'innovazione da lui creata con l'associazione giovanile. Nello stesso anno divenne Maggiore.
Morì il 14 maggio 1914 a Londra e venne sepolto a Glasgow.

## Riconoscimenti
C'è una lapide in suo onore nella Cattedrale di San Paolo a Londra e nella Cattedrale di Sant'Egidio ad Edimburgo.